# Muhlenbergia biloba
Muhlenbergia biloba är en gräsart som beskrevs av Albert Spear Hitchcock. Muhlenbergia biloba ingår i släktet muhlygräs, och familjen gräs. Inga underarter finns listade i Catalogue of Life.